# Hans Feodor von Milde
Hans Feodor von Milde (Petronell, 13 aprile 1821 – Vienna, 10 dicembre 1899) è stato un baritono austriaco.

## Biografia
Marito del soprano Rosa Agthe-Milde, si esibì per quarant'anni nel teatro di Weimar, distinguendosi in particolare nei ruoli wagneriani. 
Cantò per molti anni sotto la direzione di Franz Liszt con l'Aghté-Milde, partecipando tra l'altro nel 1850 nella prima rappresentazione assoluta del Lohengrin nel ruolo di Telramund, nel 1852 Fieramosca in Benvenuto Cellini, nel 1854 Mauregato nella prima assoluta di Alfonso ed Estrella e nel 1858 Kalif nella prima assoluta di Der Barbier von Bagdad di Peter Cornelius.
Ancora a Weimar con l'Aghté-Milde nel 1863 è Claudio in Béatrice et Bénédict e nel 1865 Graf Ruy Diaz nella prima assoluta di Der Cid di Cornelius.
Sempre a Weimar nel 1877 è Oberpriester nella prima assoluta di Simson und Delila (Samson et Dalila) e nel 1881 Ludwig in Die Legende von der heiligen Elisabeth di Liszt.